# Nodosauridae
A Nodosauridae az ankylosaurus dinoszauruszok egyik családja, amely a kréta időszakban élt a mai Észak-Amerika, Ázsia, Ausztrália, Antarktisz és Európa területén.

## Anatómia
A Nodosauridae diagnosztikus jellemzői közé az alábbiak tartoznak: a szem feletti kidudorodás, a nyakszirt alapjához kapcsolódó csontízületvég és a premaxillán levő díszítés. Egy negyedik, bizonytalan tulajdonság is ismertté vált: a vállcsúcs egy csomószerű nyúlvány. Az ankylosaurusokhoz hasonlóan az összes nodosauridát közepes- vagy nagyméretű, nehéz felépítésű, négy lábon járó növényevő dinoszauruszként írták le, amely kis fogacskákkal és szagittális bőrcsontsorokkal (egyfajta páncélzattal) rendelkezett a háta két oldalán.

## Taxonómia

### Osztályozás
A Nodosauridae családot Othniel Charles Marsh hozta létre 1890-ben, és a Nodosaurus nemhez kapcsolta.
- Ankylosauria alrendág
  - Nodosauridae család
    - Acanthopholis (Egyesült Királyság, Nyugat-Európa)
    -  ?Aletopelta (Kalifornia, Északnyugat-Amerika)[1]
    - Animantarx (Utah, Északnyugat-Amerika)
    - Anoplosaurus (Anglia, Északnyugat-Európa)
    - Edmontonia (Alberta, Északnyugat-Amerika)
    - Glyptodontopelta (Új-Mexikó, Északnyugat-Amerika)[1]
    - Hungarosaurus (Magyarország, Kelet-Közép-Európa)
    - Liaoningosaurus (Liaoning tartomány, Északkelet-Kína)
    - Niobrarasaurus (Kansas, Északnyugat-Amerika)
    - Nodosaurus (Wyoming és Kansas, Északnyugat-Amerika)
    - Panoplosaurus (Montana és Alberta, Északnyugat-Amerika)
    - Pawpawsaurus (Texas, Északnyugat-Amerika)
    - Peloroplites (Utah, Északnyugat-Amerika)[2]
    - Sauropelta (Wyoming és Montana, Északnyugat-Amerika)
    - Silvisaurus (Kansas, Északnyugat-Amerika)
    - Stegopelta (Wyoming, Északnyugat-Amerika)
    - Struthiosaurus (Délközép-Európa)
    - Texasetes (Texas, Északnyugat-Amerika)
    - Zhejiangosaurus (Zhejiang (Csöcsiang) tartomány, Kelet-Kína)
    - Zhongyuansaurus (Henan tartomány, Közép-Kína)

### Törzsfejlődés
A Nodosauridae kládot először Paul Sereno definiálta 1998-ban „a Panoplosaurushoz az Ankylosaurusnál közelebb álló valamennyi ankylosaurus” számára, Matthew K. Vickaryous, Teresa Maryańska és David B. Weishampel pedig 2004-ben (a The Dinosauria második kiadásában) követték a definíciót. Vickaryous és szerzőtársai két nodosaurida nemet, a Struthiosaurust és az Animantarxot bizonytalan helyzetűnek (incertae sedisnek) ítélték, a csoport legkezdetlegesebb tagjának pedig a Cedarpelta tűnt a számukra.

## Fordítás
- Ez a szócikk részben vagy egészben a Nodosauridae című en Wikipédia-szócikk ezen változatának fordításán alapul.  Az eredeti cikk szerkesztőit annak laptörténete sorolja fel. Ez a jelzés csupán a megfogalmazás eredetét és a szerzői jogokat jelzi, nem szolgál a cikkben szereplő információk forrásmegjelöléseként.